# Renfield-Syndrom
Als Renfield-Syndrom (auch klinischer Vampirismus) wird eine psychische Störung aus dem Spektrum der Paraphilien bezeichnet, bei der Betroffene das Bedürfnis verspüren, Blut zu konsumieren. 
Die Bezeichnung stammt von dem US-amerikanischen Psychiater Richard Noll und bezieht sich auf R. M. Renfield, eine Romanfigur aus Dracula von Bram Stoker.
Betroffene leben das Bedürfnis, menschliches Blut zu trinken, in der Regel einvernehmlich im Rahmen der entsprechenden Subkultur oder durch Eigenblutaufnahme. 
Erwähnung findet das Phänomen entweder im medizinischen oder psychiatrischen Kontext oder aber in der Forensik, falls es bei Opfern von Gewaltverbrechen nachgewiesen wurde.

## Geschichte

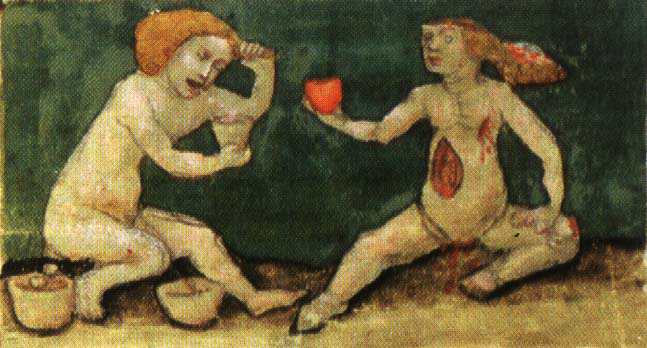
Eine frühe Darstellung, in der ein Mensch menschliches Blut trinkt, ist aus der Aurora consurgens, die um 1420 entstand

Der Psychiater Richard von Krafft-Ebing hatte das Phänomen des Bluttrinkens in seiner Psychopathia sexualis 1886 erstmals in einem sexuellen Kontext dargestellt, wobei er dieses Verhalten als Paraphilie mit verortet. Sein Zeitgenosse Sigmund Freud erwähnte das Trinken von Blut 1905 in seinen Drei Abhandlungen zur Sexualtheorie, wobei er eine Nähe zum Sadomasochismus feststellte.
Den ersten psychiatrischen Fachartikel veröffentlichten Richard L. Vanden Bergh und John F. Kelley im Jahr 1964. Zuvor war das entsprechende Verhalten zwar oftmals beobachtet, aber meist lediglich als ein Symptom anderer Störungen abgehandelt worden, wie z. B. Schizophrenie.
Die Erforschung von Paraphilien, die im Bereich des Sadomasochismus angesiedelt sind, ist sehr lückenhaft, da diese Paraphilien meistens im Privaten bzw. im Verborgenen ausgelebt werden, was als Hauptgrund dafür gilt, dass wenig über das eigentliche Verhalten, typische Begleiterkrankungen und die Verbreitung in der Bevölkerung bekannt ist. Bei Patienten wurde mitunter zusätzlich eine Depression diagnostiziert.

## Mögliche Ursachen
Der Psychiater Noll ging davon aus, dem Renfield-Syndrom läge ein bestimmtes Erlebnis in der Kindheit zugrunde, das die betroffene Person traumatisiert habe. Mehrere Fallstudien untermauern diese These, da klinischer Vampirismus bei Menschen nachgewiesen wurde, die in der frühen Kindheit den gewaltsamen Tod eines geliebten Menschen verkraften mussten.
Heute wird klinischer Vampirismus von vielen Psychologen entweder als eine Komplikation der Schizophrenie  (oder anderer Psychosen) oder eine Form der sexuellen Paraphilie verortet.
Der Kriminalbiologe Mark Benecke und seine damalige Ehefrau, die Psychologin Lydia Benecke, sehen in dem Drang, menschliches Blut zu trinken, ein sehr seltenes psychologisches Phänomen, das weder etwas mit Ideologie noch mit Satanismus zu tun hat.

## Varianten, Auftreten und Motive
Generell wird zwischen zwei unterschiedlichen Varianten unterschieden:
- wahrer Vampirismus – Konsum fremden menschlichen Blutes, Hämophagie
- Autovampirismus – das Trinken des eigenen Blutes, auch Autohemophagia genannt

Durch zahlreiche Interviews mit „Menschen, die das Bedürfnis haben, ab und zu Blut zu trinken“ fanden Mark und Lydia Benecke heraus, dass sich diese Vorliebe meist schon im Jugendalter manifestiert und ein Leben lang bestehen bleibt. Der Wunsch Blut zu trinken ist dabei oft mit der Vorstellung verbunden, dies möge möglichst frisch entnommen und noch warm sein. Betroffene fühlen sich nach eigenen Angaben energetisch schwach, so als würde ihnen etwas fehlen. Als Energieträger soll das aufgenommene Blut, in ihrer Vorstellung, dann dazu beitragen, fehlende Lebensenergie aufzustocken. Eine sexuelle Komponente stritt die Mehrzahl der Interviewten ab.
Dem Verlangen nach wahrem Vampirismus wird in der Regel im Privaten, in einem Kreis Gleichgesinnter nachgegangen, wo sich sowohl menschliche Donoren (also Spender) als auch Empfänger treffen. Diese finden einander häufig über das Internet. Gebissen wird dabei, aufgrund der Verletzungsgefahr und der Infektionsgefahr, in der Regel niemand. Meist wird das Blut mit Hilfe von Kanülen aus dem Arm des Spenders entnommen. Neben dem direkten, unverdünnten Konsum, wird auch von der Möglichkeit Gebrauch gemacht, Getränken einige Tropfen menschlichen Blutes hinzuzufügen.
Der Drang zum Konsum von Blut wird mitunter durch die Aufnahme von Eigenblut gestillt. Die jeweiligen Personen haben daher oft typische Schnittverletzungen an den Unterarmen, verursacht durch Rasierklingen u. ä., um das Blut zu „saugen“. Dieser Zustand ist eine Sonderform von selbstverletzendem Verhalten.

## Fallbeispiel für pathologisches Auftreten
Der Drang Blut zu trinken wird insbesondere dann pathologisch, wenn die Betroffenen das Gefühl haben, sie könnten ihre paraphile Neigung nicht mehr beherrschen, sondern würden von ihr beherrscht. Ein Fallbeispiel beschreibt einen Hilfesuchenden, der sich in ärztliche Behandlung begab, nachdem bei ihm, neben dem Drang Blut zu trinken, auch Depressionen und Suizidgedanken aufgetreten waren. Bei der ärztlichen Untersuchung konnten insgesamt 182 Narben an Brust und Armen festgestellt werden, die sich in unterschiedlichen Heilungsstadien befanden und zum Teil auf tiefere Schnittverletzungen schließen ließen. In seinem Fall waren die Verletzungen einvernehmlich und mit sexueller Konnotation zwischen ihm und seiner Freundin entstanden. Auch das gegenseitige Trinken von Blut gehörte zum Liebesspiel des Paares. Der Mann berichtete, anders keinen Orgasmus mehr erreichen zu können und dass sein eigenes Verhalten ihn verstöre und deprimiere. Auch in seinen sexuellen Fantasien waren die Aspekte des Verletzens und des Bluttrinkens sehr präsent. Beide Partner litten mittlerweile psychisch und physisch unter ihrem eigenen Verhalten, da es sie sowohl beruflich als auch sozial zunehmend beeinträchtigte.
Die Laborbefunde beider Partner befanden sich im Normbereich; ihnen konnte weder Drogenkonsum noch eine Infektion nachgewiesen werden. Zur Behandlung der Depression wurde dem Patienten Risperidon verordnet. Nach vier bis Acht Wochen berichtete der Patient, seine Paraphilie sowie die depressiven Symptome hätten durch die Medikamentation abgenommen. Aus ärztlicher Sicht wäre auch eine Therapie mit Serotonin-Wiederaufnahmehemmer eine Option gewesen, die Verfasser des Berichtes beklagten jedoch (2013), dass der Bereich der ärztlichen Behandlung sexueller Paraphilien extrem unzureichend erforscht sei.

## Mediale Darstellung
Die Bundeszentrale für Kinder- und Jugendmedienschutz hat bereits in den 1970er Jahren einige Vampir-Horror-Romane mit der Begründung als jugendgefährdend indiziert, dort würden ,abnorme‘ Darstellungen von Sexualität präsentiert. Hierzu zählten unter anderem „Oltretomba“-Hefte, aus der Serie Fumetti neri, in denen neben Hämophagie auch Nekrophilie dargestellt wurde.
In der Horrorserie Penny Dreadful (Erstausstrahlung 2014, Staffel 1, Folge 6 „Was der Tod zusammengefügt hat…“) gibt es eine Sexszene, in der gezeigt wird, wie die von Eva Green dargestellte Figur Vanessa Ives, ihren Partner Dorian Grey erst mit einem Messer verletzt, dann sein Blut trinkt und währenddessen Sex mit ihm hat.